# ژو یونیینگ
ژو یونیینگ (انگلیسی: Zhu Yunying؛ زادهٔ ۱۵ ژانویهٔ ۱۹۷۸) بازیکن والیبال زن اهل چین بود.